# Amaru

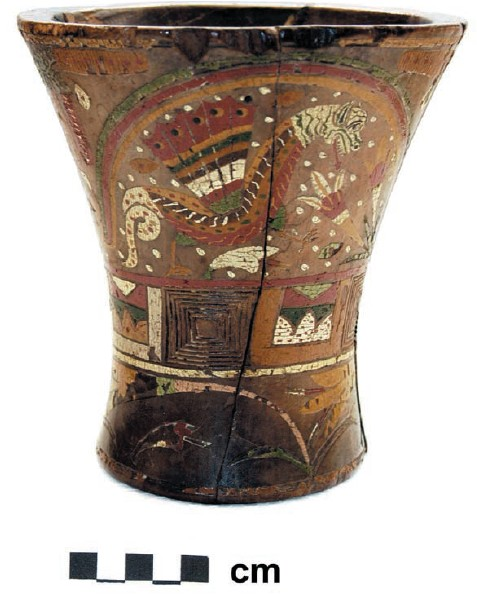

 (décembre 2018).
Pour l’article homonyme, voir Amaru (Buzău).
L'Amaru est un serpent mythique dans la mythologie des civilisations andines, en particulier l'Empire inca et la civilisation de Tiwanaku. 

## Description
Dans la mythologie inca, l'amaru est un immense serpent à deux têtes, une tête d'oiseau et une tête de puma. Sur les vases religieux, il est souvent représenté avec des ailes et des pattes d'oiseaux ressemblant ainsi à un dragon occidental. Il est capable de franchir le monde souterrain et le monde spirituel. Il apparaît sur la porte du soleil à Tiwanaku.
Les deux têtes représentent religieusement les ténèbres et la lumière . Il est l’équivalent de la kundalinï, ou comment parvenir à l’éveil.